# Gymnanthes belizensis
Gymnanthes belizensis är en törelväxtart som beskrevs av Grady Linder Webster. Gymnanthes belizensis ingår i släktet Gymnanthes och familjen törelväxter.
Artens utbredningsområde är Belize. Inga underarter finns listade i Catalogue of Life.